# Jéhan Le Roy
Pour les articles homonymes, voir Le Roy.
Jéhan Raymond Le Roy, né le 5 novembre 1923 à Dieppe (Seine-Inférieure) et mort le 17 août 1992 à Fréjus (Var), est un cavalier français, médaillé de bronze aux Jeux olympiques.

## Biographie
Jéhan Le Roy participe à deux éditions des Jeux olympiques, ceux de 1960 se tenant à Rome et ceux de 1964 à Tokyo. Il est médaillé de bronze en 1960 au concours complet par équipe.